# Dolina Susa
Dolina Susa (italijansko: Val di Susa, francosko: Val de Suse, okcitansko: Val d'Ors) je dolina v Piemontu v severni Italiji. Nahaja se med Savojskimi na severu in Kotijskimi Alpami na jugu. To je najdaljša dolina v Italiji. Dolga je 90 km v smeri vzhod-zahod od francoske meje do obrobja Torina. Dolina je dobila ime po kraju Susa, ki leži v dolini.
Po dolini teče avtocesta od Torina do Chambérya v Franciji skozi predor Fréjus ali prečka prelaz Mont Cenis (2083m) in v Briançon, tudi v Franciji, čez prelaz Montgenèvre.

## Geografija
Dolina se razteza približno 90 km (zračna linija 75 km) od zahoda proti vzhodu in je obkrožena na obeh straneh z več tri tisočaki. Poimenovana je po kraju Susa, ki leži na zahodnem robu spodnje doline. Po dolini teče reka Dora Riparia, ki se izliva v Torinu v Pad.
Dolina Susa ima 3.000 metrov višinske razlike na sedmih kilometrih med Suso in Rocciamelone, ekstremna razlika v reliefu. Tu se cesta vije do prelaza Mont Cenis (2083 m) in v Francijo. V zgornjem delu se dolina razveji severozahodno do visoke alpske doline Bardonecchia in na jugozahod do Cesana Torinese ali mejnega prelaza Col de Montgenèvre (1854 m). V Cesani se južno odcepi prehod v Sestriere in dolino Chisone.
Nekateri vrhovi okoli doline so:
- Pointe de Ronce - 3612 m
- Rocciamelone - 3538 m
- Pierre Menue - 3506 m
- Rognosa d'Etiache - 3382 m
- Punta Sommeiller - 3332 m
- Punta Ramiere - 3303 m
- Mont Chaberton - 3131 m

### Občine
Do leta 2009 so občine v dolini pripadala dvema različnima gorskima skupnostma: 
- Comunità Montana Alta Valle di Susa (Zgornja dolina Susa, največja mesta: Bardonecchia, Oulx, Cesana Torinese, Salbertrand in Sestriere)
- Comunità Montana Bassa Valle di Susa e Val Cenischia (Spodnja dolina Susa in Cenischia Valley, največja mesta: Susa, Bussoleno in Avigliana).

Meja med zgornjo in spodnjo dolino sovpadala približno na meji, ki je obstajala do leta 1713 po pogodbi iz Utrechta med Francozi (zgornja) in Savojci (spodnja) dolina (od leta 1720 Kraljevina Sardinija-Piemont).
V letu 2009 je, po reformi gorskega okolja v Piemontu, začela veljati združitev več Comunità Montana. Comunità Montana Bassa Valle di Susa e Val Cenischia se je pripojila Alta Valle di Susa in Val Sangone Mountain novi Comunità Montana Valle Susa in Val Sangone. Njen sedež je v Bussoleno.

### Zaščitena območja
V dolini Susa je pet naravnih rezervatov:
- Parco naturale Orsiera - Rocciavrè.

Skoraj 11.000 hektarov velik naravni park, ki zajema tudi dele sosednjih dolin Val Chisone in Val Sangone, je bil ustanovljen leta 1980 in poimenovan po značilnih vrhovih Monte Rocciavrè (2778 m) in Monte Orsiera (2890 m). V skoraj nenaseljenem parku, ki je odlično območje za pohodništvo, se na orografsko desnem pobočju spodnje doline nahajata kartuzija Montebenedetto in kartuzija Banda.
- Parco naturale del Gran Bosco di Salbertrand.

Približno 4.000 hektarjev velik, se nahaja na višini med 1000-2600 metrov v zgornji dolini Susa in je bil ustanovljen leta 1980. Obsega veliko gozdov, predvsem smreke in jelke. Na visoki planoti med Val di Susa in Val Chisone je spomenik Testa dell'Assietta (2565 m), spomin na bitko leta 1747, v času avstrijske nasledstvene vojne, ko so številčno močno podrejeni Savojci napadli Francoze. Mimo tega spomenika je vodila 19. etapa Giro d'Italia 2005.
- Parco Naturale dei Laghi di Avigliana
- Riserva di Foresto dell'Orrido.

Približno 180 hektarov velik rezervat je bil ustanovljen leta 1998 in zajema sotesko reke Rio Rocciamelone, ki se uspe na le sedmih kilometrih spustiti 3000 metrov višinske razlike od povirja do doline. V ozki soteski je sredozemska mikroklimo, tako da uspevajo redke rastline za to regijo.
- Riserva di Chianocco dell'Orrido.

Le približno 27 hektarjev velik in urejen leta 1980, je ta rezervat nekoliko manjša soteska reke Rio Prebèc.

## Zgodovina
V rimski dobi, Avgust sklene zavezništvo s Segusinini iz Cottii Regnum za povezavo Italije in Francije za izgradnjo ceste skozi dolino in čez prelaz Montgenevre.
V srednjem veku se je cesta imenovala Via Francigena in so jo uporabljali romarji, ko so šli preko Mont Cenisa in doline Susa v Rim. To je bila ena izmed najbolj uporabljanih povezav preko alpskih prelazov od srednjega veka do devetnajstega stoletja. Več opatij je bilo zgrajenih za oskrbo romarjev, kot samostan Novalesa, ustanovljeno leta 726 ob vznožju gore in monumentalna opatija Sacra di San Michele.

## Znamenitosti
- Sacra di San Michele, ustanovljen v 11. stoletju na vrhu gore Pirchiriano, pri vstopu v dolino iz Torina.
- Samostan Novalesa, ustanovil ga je Patrice, opat iz Provanse v 726 ob cesti na prelaz Mont Cenis.
- Stolnica v Susi, starodavni samostan San Giusto v kraju Susa, ki ga je ustanovil Olderico Manfredi leta 1029.
- Avgustov slavolok, zgrajen v 8 st. pr. n. št..
- Kartuzija Montebenedetto (Villar Focchiardo), zgrajena 1197.
- Grad Bruzolo, zgrajen 1227.
- Trdnjava Chianocco
- Trdnjava Exilles

## Pohodniške poti
- Visokogorska pohodna pot na dolge razdalje Alta Via Val di Susa je približno devet dni dolga pot od Bardonecchia v Alta Valle Susa na Colle del Lys v Bassa Valle di Susa.
- Šest etap nove čezmejne pešpoti Via Alpina, ki prihaja iz severne sosednje doline Valle di Viù, skozi dolino Susa (etapa D32 do D37). V jugovzhodni smeri se nadaljuje v Val Chisone.
- Piemontske Alpe prečka Grande Traversata delle Alpi (GTA) in prečka dolino Susa.

## Promet
Po dolini poteka avtocesta A32 iz Torina proti Grenoblu. Dolino Susa zapusti na severu preko prelaza Mont Cenis ali predora Fréjus. Železniška linija poteka od Torina skozi dolino in Železniški predor Fréjus v francoski Chambery.
Od okoli leta 1989 se načrtuje proga za vlake visokih hitrosti (italijansko Treno ad Alta Velocità - TAV) preko doline Susa. Hitri vlak skozi predor Mont Cenis bo povezal Torino in Lyon. Poleti 2001 so se dogovorili Francozi z italijansko vlado o tem projektu. Načrt predvideva 15-letno obdobje gradnje in stroške v višini 20 milijard evrov. Za povezavo je potrebna izgradnja dveh predorov: Vzhodni predor od Bruzola do Venausa dolg 12 km in zahodni predor iz Venausa v Saint-Jean-de-Maurienne dolg 53 km. Projekt je zelo sporen v severni Italiji. Leta 2005 se je začelo raziskovalno vrtanje in v dolini se je zgodilo več demonstracij z 30.000-70.000 udeleženci proti gradbenemu projektu. Projekt vključno z avtocesto je začasno ustavljen. 